# Herman-Lucien de Cunsel
Herman-Lucien de Cunsel (* 19. Januar 1907 in Brüssel; † 1971 in Brüssel) war ein belgischer Maler.

## Leben
Herman-Lucien de Cunsels Vater war Lucien de Cunsel. Mütterlicherseits stammte er aus der Familie Teirlinck, seine Mutter N.N. Teirlinck (um 1883–1911) starb früh, der Vater heiratete dann deren Schwester Marie Marthe Teirlinck. De Cunsels Onkel war der belgische Schriftsteller, Dramatiker und Kulturpolitiker Herman Louis César Teirlinck (1879–1967), dessen Tochter mit Henry van de Velde verheiratet war. Der Familie seines Vaters gehörte das Brüsseler Möbelunternehmen Atelier Victor De Cunsel.
De Cunsel war Autodidakt. Er widmete sich zunächst „dem Surrealismus veristischer Richtung...später fand de Cunsel zu ungegenständlichen Formen.“ Er lebte von 1947 bis 1959 in Paris und 1960 in Cagnes-sur-Mer, zahlreiche Reisen führten ihn u. a. nach Berlin, Basel, Marokko und Südamerika.
Seine Werke sind in mehreren öffentlichen Sammlungen zu sehen, z. B. das Bild „Grande fugue II“ (1951) im Sprengel Museum Hannover.
Zwei bekannte Privatsammler seiner Werke waren der Lorca-Übersetzer und Schriftsteller Enrique Beck und die Autorin und Kunstsammlerin Thea Sternheim, mit der André Gide ihn bekannt gemacht hatte und mit der er lebenslang eng befreundet war. De Cunsel stand in Kontakt u. a. mit Klaus Sternheim, Mopsa Sternheim, Klaus Mann und Jean Schlumberger.
Er übersetzte das Schauspiel Die Kassette von Carl Sternheim ins Französische; das Manuskript befindet sich heute im Deutschen Literaturarchiv in Marbach.

## Ausstellungen in Auswahl
Mindestens zwei große Werkausstellungen sind dokumentiert:
- 1944: Galerie Goemans, Brüssel
- 1966: Retrospektive im Palais des Beaux-Arts, Brüssel, mit 179 Werken vom 29. September - 10. Oktober 1966[8]
- weitere Ausstellungen bzw. Beteiligungen in New York und Mailand

## Übersetzung
- Carl Sternheim: Die Kassette / La casette : Comédie en cinq actes. Trad. francaise approuvée par l’auteur de Herman de Cunsel., in: Hélène Temerson, Esprit du temps, 1933, S. 141–166